# 토로 슈
토로 슈(일본어: 蟷螂 襲, 1958년 10월 21일 ~ 2023년 10월 24일)는 일본의 배우이다. 효고현 아마가사키시 출신했다.